# Мешко I Цешинский
Мешко I Цешинский (пол. Mieszko I cieszyński; 1252/1256 — 1314/1315) — князь Ратиборский (1281/1282—1290) и Цешинский (1290—1314/1315), старший сын князя Опольско-ратиборского Владислава I и Евфимии Великопольской. Основатель цешинской линии династии Силезских Пястов.

## Биография
О ранних годах жизни Мешко I мало что известно. Впервые он упоминается в документах 21 октября 1258 года, когда вместе со своим отцом и двумя младшими братьями дал согласие на основание цистерцианского монастыря в Руди.
В 1281/1282 году после смерти Опольско-ратиборского князя Владислава I его четыре сына разделили княжество: старший сын Мешко I и самый младший сын Пшемыслав получили Рацибуж, а второй и третий сыновья Казимир и Болеслав I унаследовали Ополе. Мешко вместе со своим младшим братом Пшемыславом также получил в совместное владение города Цешин и Освенцим. До совершеннолетия Пшесмыслава в 1284 году Мешко управлял их владениями единолично. 
В 1285 году Мешко поддержал епископа Вроцлава Томаша Зарембу в его конфликте с князем Вроцлавским Генрихом IV Пробусом, предоставив епископу убежище в Рацибуже. Его антагонизм с Генрихом IV усилился, когда князь Вроцлавский добился расторжения своего брака с Констанцией Опольской, сестрой Мешко, и отправил ее домой. Следствием политики Мешко  I стал поход Генриха IV в 1287 году на Рацибуж, который был осажден и взят штурмом. После этого Мешко был вынужден отказать епископу Зарембе в помощи, и ему пришлось сдаться на милость Генриха IV.
В 1290 году Мешко и Пшемыслав разделили свои владения: Пшемыслав получил во владение Рацибуж, а Мешко I стал самостоятельным князем Цешинским. Мешко основал много городов и поселений в своем княжестве, для развития которых приглашал на немецких колонистов. Он предоставил Магдебургское право основным городам Цешинского княжества: Цешину, Затору, Бельско, Скочуву и Фриштату.
30 сентября 1288 года умер, не оставив потомства, князь-принцепс Польши, князь Краковский и Сандомирский Лешек II Черный. Основными претендентами на краковский трон были двоюродный брат покойного князя-принцепса Болеслав II Мазовецкий, князь плоцкий, и Генрих IV Пробус. Мешко I Цешинский отказался поддержать кого-то из них. Напротив, он решил связать свою политическую судьбу с чешской королевской династией Пржемысловичей. 17 января 1291 года Мешко Цешинский вместе со своими братьями Болеславом, Казимиром и Пшемыславом в Оломоуце заключили союз с королем Чехии Вацлавом II. В следующем году, ориентировочно 11 августа 1292 года Мешко I и его братья принесли вассальную присягу Вацлаву II.
Тем не менее Мешко Цешинский не участвовал ни в походе чешского короля Вацлава на Краков, ни в войне против князя куявского и серадзского Владислава Локетека, но для последней предоставил Вацлаву свои силы.

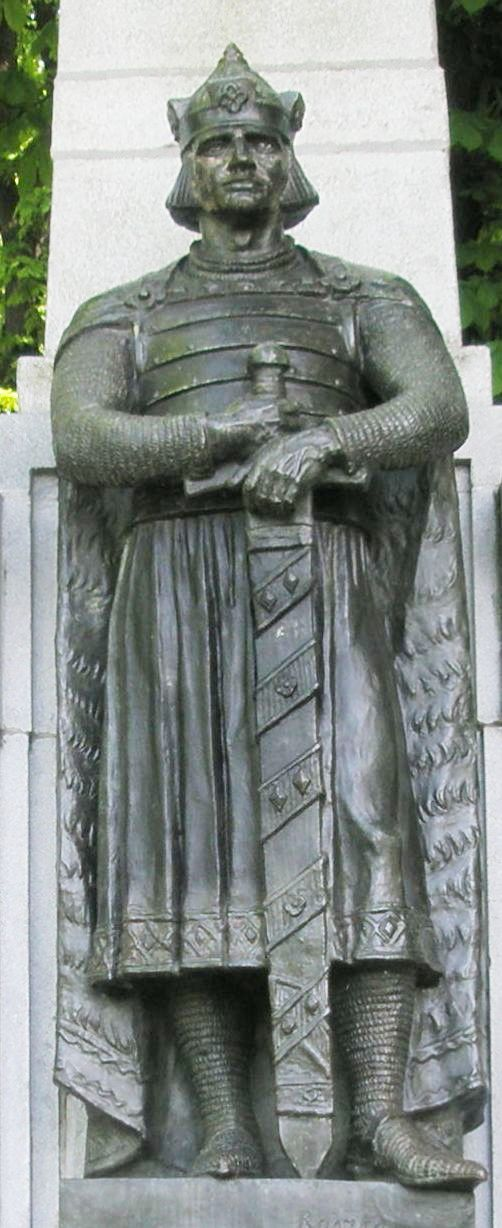
Скульптура Мешко I Цешинского в Цешине скульптора Яна Рашки

Мешко присутствовал на коронации Вацлава II в качестве короля Польши в Гнезно в 1300 году, а после его смерти в 1305 году Мешко продолжал поддерживать династию Пржемысловичей в лице Вацлава III, сына и преемника Вацлава II. 5 октября 1305 года Мешко одержал свою главную политическую победу, когда его дочь Виола Эльжбета вышла замуж за короля Вацлава III. Этот союз дал Мешко шанс стать одной из самых влиятельных фигур в Чехии, и даже надежду на получение в будущем польской короны.
Однако многообещающая карьера Мешко закончилась из-за неожиданного убийства Вацлава III в Оломоуце 4 августа 1306 года. Виола Эльжбета не успела родить Вацлаву III детей, и династия Пржемысловичей пресеклась.
После 1306 года политическая активность Мешко Цешинского практически сошла на нет. Неизвестно, почему это произошло, так как в то время ему было всего около пятидесяти лет. Управление княжеством все больше переходило к его сыновьям Владиславу и Казимиру. Единственным свидетельством его политической деятельности в это время была передача в аренду города Кенты епископу Кракова Яну Мускате, ярому противнику нового князя-принцепса Польши Владислава I Локетека. Однако, в отличие от своего брата Болеслава, Мешко не поддержал восстания войта Альберта в 1311 году.
Князь Мешко I Цешинский был известен своей щедростью по отношению к церкви. Благодаря ему было завершено строительство доминиканского монастыря в Освенциме (вскоре после 1283 года). Кроме того, он оказывал финансовую помощь монастырю в Чарновози рядом Ополе и доминиканскому монастырю в Цешине.
Точная дата смерти Мешко Цешинского неизвестна. Предполагается, что он умер в 1314 году или до 27 июня 1315 года и был похоронен предположительно в доминиканской церкви Цешина. В 1931 году в Цешине был установлен памятник Мешко I, созданный польским художником и скульптором Яном Рашкой.

## Семья
Имя жены Мешко I неизвестно. В некрополе собора Святого Винсента во Вроцлаве существуют могила некоей «Гримиславы, княгини Опольской», что дало основание ряду источников  считать ее дочерью белзского князя Всеволода Александровича, сына Александра Всеволодовича, и первой женой Болеслава I Опольского. Но она также могла быть и женой Мешко I.
У Мешко I Цешинского было трое детей:
- Владислав I (1275/1280―1321/1324), князь освенцимский;
- Казимир I (1280/1290—1358), князь цешинский;
- Виола Эльжбета (ок.1291―1317), 1-й муж с 1305 года король Чехии, Венгрии и Польши Вацлав III (1289—1306), 2-й муж с 1315 года чешский магнат Пётр из Рожмберка (ум. 14.Х.1347 года).